# Ferdinand d'Udekem
Pour les autres membres de la famille, voir Famille d'Udekem.
Ferdinand Thomas Lambert d'Udekem de Guertechin, né à Louvain le 25 septembre 1798 et mort à Louvain le 28 mars 1853, est un homme politique belge. 

## Biographie
Ferdinand était le petit-fils de Ferdinand d'Udekem (1720-1770), le fils de François d'Udekem (1764-1833) et le père de Jules d'Udekem et de Léon d'Udekem de Guertechin (1827-1891), ce dernier étant le premier de cette branche à obtenir reconnaissance de noblesse (1891) et le port du nom d'Udekem de Guertechin (1988).
Ferdinand épousa Adèle van der Stegen de Schrieck.
Il fit des études de droit (1817-1824) à l'Université d'État de Louvain.
Il fut élu à diverses fonctions politiques :
- à la ville de Louvain, comme conseiller communal (1837-1853), échevin (1837-1842) et bourgemestre (1842-1852),
- à la province de Brabant en tant que conseiller provincial (1840-1848)
- au Sénat belge, de 1848 à 1851 pour l'arrondissement de Louvain et de 1851 jusqu'à sa mort pour l'arrondissement de Bruxelles.

Le père de Ferdinand, François d'Udekem, ayant négligé de suivre l'exemple de son aîné, le chef de la branche d'Udekem d'Acoz, et de se faire reconnaître dans la noblesse sous le Royaume des Pays-Bas, Ferdinand n'appartenait pas à la noblesse belge, tout en vivant noblement et continuant à s'appeler d'Udekem de Guertechin. Il eut l'intention de régulariser son statut de noble et obtint en 1852 autorisation de porter le titre de baron, transmissible par ordre de primogéniture masculine, ce qui impliquait une reconnaissance du statut noble. Il mourut toutefois avant d'avoir levé les lettres patentes nécessaires, ce qui eut pour conséquence que l'arrêté royal de 1852 resta sans suite. Ce n'est donc que dans le chef de son fils Léon que la reconnaissance de noblesse et l'ajoute au nom furent acquis.

## Sources
- Devuldere, R., "Biografisch repertorium der Belgische parlementairen, senatoren en volksvertegenwoordigers 1830 tot 1.8.1965", Gent, R.U.G. onuitgegeven licentiaatsverhandeling (sectie geschiedenis), 1965, p. 918.
- De Paepe, Jean-Luc, Raindorf-Gérard, Christiane (red), "Le Parlement Belge 1831-1894. Données Biographiques", Brussel, Académie Royale de Belgique, 1996, p. 281.
- Douxchamps, José, "Présence nobiliaire au parlement belge (1830-1970). Notes généalogiques", Wépion-Namen, José Douxchamps, 2003, p. 133.